# Bredträsket (Råneå socken, Norrbotten)
Bredträsket är en sjö i Bodens kommun i Norrbotten och ingår i Råneälvens huvudavrinningsområde. Sjön har en area på 1,98 kvadratkilometer och ligger 123 meter över havet. Sjön avvattnas av vattendraget Abramsån (Djupsjöån).

## Delavrinningsområde
Bredträsket ingår i det delavrinningsområde (735006-175604) som SMHI kallar för Utloppet av Bredträsket. Medelhöjden är 162 meter över havet och ytan är 18,2 kvadratkilometer. Räknas de 5 avrinningsområdena uppströms in blir den ackumulerade arean 116,6 kvadratkilometer. Abramsån (Djupsjöån) som avvattnar avrinningsområdet har biflödesordning 2, vilket innebär att vattnet flödar genom totalt 2 vattendrag innan det når havet efter 63 kilometer. Avrinningsområdet består mestadels av skog (80 procent). Avrinningsområdet har 2,04 kvadratkilometer vattenytor vilket ger det en sjöprocent på 11,2 procent.